# Nederlandse Beroepsvereniging van Professional Organizers
De Nederlandse Beroepsvereniging van Professional Organizers (NBPO) is opgericht op 1 januari 2004. Het doel van de vereniging is onder meer belangenbehartiging voor haar leden en de ontwikkeling van het beroep van professional organizer in Nederland. De vereniging heeft medio 2022 iets meer dan 300 leden.

## Geschiedenis
De NBPO is ontstaan uit een samenvoeging in 2004 van de NPO (Nederlandse Professional Organizers, opgericht in 1998) en de EPO (European Professional Organizers, opgericht op 28 augustus 1997). Beide verenigingen zijn opgericht door Annelies van Overbeek (overleden 2 november 2017). 
De NBPO is lid van de International Federation of Professional Organizing Associations (IFPOA) en de National Association of Productivity & Organizing Professionals (NAPO).